# Lars Waage
Lars Frederik Waage (født 2. oktober 1946 i Odder) er en dansk operasanger.
Lars Waage tog sin uddannelse fra Det Jyske Musikkonservatorium og Accademia di Santa Cecilia i Rom, og var herefter i 1975 – 1980 engageret ved operaen i Lübeck med gæstespil på andre tyske operahuse samt i Paris og Amsterdam.
Lars Waage har optrådt med samtlige danske symfoniorkestre, og har flere gange optrådt i radio og på TV. I 1980 – 1996 var Lars Waage fast engageret på Den Jyske Opera, og har her bl.a. sunget titelrollerne i Hertug Blåskægs Borg, Majakovskij, Usher og Gianni Schicchi. Senere sang Waage samme sted bl.a. Selim i "Tyrken i Italien", Jeronimus i "Maskarade", Marsk Stig i "Drot og Marsk", Kezal i "Den Solgte Brud", Jago i "Otello", Mefisto i "Faust", Pizzarro i "Fidelio" og Ford i "De lystige koner" i Windsor. Medvirkede i Den Jyske Operas internationalt anerkendte opsætninger af Wagners operaer, og sang således Wotan/Vandreren i "Nibelungens Ring" fra 1985 til 1996, Kurvenal i "Tristan og Isolde" og Amfortas i "Parsifal" i 1991. 
I 2003 sang Lars Waage Wotan i Den Ny Operas produktion af "Rhinguldet", og gentog sin rolle som Wotan i den første thailandske opførsel af "Rhinguldet" i 2006. 
I 1996 genopstod Den Fynske Opera med Lars Waage som kunstnerisk leder, og han var ved roret her indtil 2006. I 2008 stiftedes Lars Waage-prisen, der uddeles til en yngre sanger, som har ydet en særlig præstation i en operaforestilling på Den Fynske Opera.
Medvirkede i 2010/2011 i Det Kongelige Teaters opsætning af Bo Holtens "Livlægens Besøg" i rollen som Rantzau. 
Lars Waage har fungeret som docent i sang og musikdramatik ved Det Fynske Musikkonservatorium fra midten af 80'erne til 2011 og været tilknyttet Det Kongelige Danske Musikkonservatorium som ekstern sanglærer.